# Корниенки
Корниенки (укр. Корнієнки) — село, Корниенковский сельский совет, Миргородский район (до административной реформы 2020 года — Великобагачанский район), Полтавская область, Украина.
Код КОАТУУ — 5320281801. Население по переписи 2001 года составляло 388 человек.
Является административным центром Корниенковского сельского совета, в который, кроме того, входят сёла Вышари, Мостовивщина, Попово, Трудолюбивое, Цикалы и Шпирны.

## Географическое положение
Село Корниенки находится на правом берегу реки Балаклейка, недалеко от её истоков, ниже по течению на расстоянии в 2 км расположено село Писаревщина, на противоположном берегу — село Трудолюбивое. На реке несколько запруд.

## Экономика
- Молочно-товарная ферма.

## Объекты социальной сферы
- Детский сад.
- Школа І
- Элеватор ПА "Агроинвест"
- Фельдшерско-акушерский пункт